# Martin Beer (Komiker)
Martin Beer (* 1970 in Frankfurt am Main) ist ein deutscher Komiker, Kabarettist, Musiker und Autor. Er ist vor allem bekannt als Mitglied des Komiker-Duos Die Nasen von Nauru, das er mit Christoph Jenisch seit 1991 bildet. Vor seiner Karriere als Kabarettist arbeitete Beer als Spirituosenverkäufer, Musiker und Werbesprecher. Zudem ist er stellvertretender Leiter einer Grundschule in Offenbach.

## Bücher (mit Jenisch)
- Sydney. Abenteuer eines arglosen Hasen. Satzwerk-Verlag, Göttingen 2005, ISBN 3-930333-56-2.
- Ganz anders. Ein Roadmovie. Satzwerk-Verlag, Göttingen 2005, ISBN 3-930333-55-4.